# Уилсон, Бобби (теннисист)
Роберт Кит (Бобби) Уилсон (англ. Robert Keith 'Bobby' Wilson; 22 ноября 1935, Хендон, Лондон — 21 или 23 сентября 2020) — британский теннисист. Финалист Уимблдонского турнира (1960) в мужском парном разряде, чемпион Уимблдонского турнира среди юношей (1952), рекордсмен сборной Великобритании в Кубке Дэвиса по количеству сыгранных матчей и побед в парном разряде.

## Биография
Интерес Бобби Уилсона, уроженца лондонского боро Хендон, к теннису пробудила его мать Джесси — сильная теннисистка-любительница, представлявшая клуб «Финчли Манор». Рано разглядев спортивный потенциал сына, Джесси сама занялась его обучением в клубе, а в 1946 году он впервые посетил с нею Уимблдонский турнир и присутствовал на финале в мужском одиночном разряде между Ивоном Петра и Джеффом Брауном.
В 1950 году на способности Уилсона обратила внимание Ассоциация лаун-тенниса, пригласившая его вместе с Майком Дэвисом и Билли Найтом в тренировочный лагерь в Бристоле, где с ними работали Дэн Маскелл и Фрэнк Полсон. В следующем году 15-летний Уилсон стал чемпионом Великобритании среди юношей. В 1952 году он выиграл Уимблдонский турнир в одиночном разряде среди юношей, победив в финале в двух сетах Тревора Фанкатта. В этом же году Уилсон дебютировал и в основной сетке взрослого турнира, успешно преодолев первый круг, а во втором проиграв будущему финалисту Ярославу Дробному.
В 1957 году Уилсон впервые выступил за сборную Великобритании в Кубке Дэвиса, а с 1957 года стал её постоянным игроком. В 1958 году он впервые в карьере пробился в четвертьфинал турнира Большого шлема. Это произошло на Уимблдоне, где несеяный Уилсон дошёл до этого этапа, не отдав соперникам ни одного сета. В четвертьфинале его остановил Эшли Купер, лидер мирового теннисного рейтинга, сломивший сопротивление британца в равной борьбе. На следующий год Уилсон стал четвертьфиналистом Уимблдонского турнира во второй раз подряд, а в 1960 году в паре с Майком Дэвисом победил в четвертьфинале первую пару турнира Нил Фрейзер/Рой Эмерсон и дошёл до финала, где между ними и титулом стали Деннис Ралстон и Рафаэль Осуна. В том же году Уилсон впервые сыграл в четвертьфинале турнира Большого шлема за пределами Великобритании — в чемпионате США в Нью-Йорке, а в 1961 году в третий раз добрался до четвертьфинала на Уимблдоне, по пути победив Фрейзера — первую ракетку мира и действующего чемпиона.
Лучшим в карьере Уилсона стал 1963 год. В этом году ему удалось выиграть со сборной Великобритании Европейскую зону Кубка Дэвиса, победив шведов и выйти в межзональный турнир. Там британцев вывела из борьбы команда США. Кроме того, Уилсон стал четвертьфиналистом сразу трёх турниров Большого шлема. На чемпионате Франции по дороге в четвертьфинал британец победил посеянного под шестым номером Боба Хьюитта. На чемпионате США его успехи во Франции и на Уимблдоне позволили ему уже самому попасть в посев под шестым номером, и в четвертьфинале он встречался с несеяным американцем Фрэнком Фрёлингом. Выиграв первые два сета, Уилсон был близок к выходу в первый в карьере полуфинал турнира Большого шлема, но Фрёлинг сумел сравнять счёт в матче, а в пятом сете отыграл матчбол и довёл его до победы со счётом 9:7. В 1964 году Уилсон выбыл из борьбы на Уимблдоне уже в самом начале, но это позволило ему записать на свой счёт ещё одно достижение — приняв участие в утешительном турнире Wimbledon Plate, он стал его победителем. В этом же году увидела свет его книга «Моя сторона сетки» (англ. My Side of the Net).
Уилсон продолжал выступать за британскую сборную в Кубке Дэвиса до 1968 года. За это время он провёл 34 матча, в одиночном разряде одержав 16 побед при 12 поражениях, а в парном — 25 побед при 8 поражениях. Как по количеству сыгранных матчей, так и по количеству побед в парном разряде он оставался рекордсменом сборной Великобритании до дня смерти. После 1971 года Уилсон, прошедший пик формы, прекратил выступления в одиночном разряде, но продолжал выступать в парах вплоть до 1977 года. В этом году, в возрасте 41 года, он в последний раз принял участие в Уимблдонском турнире, проиграв с Джеки Файтер в первом круге соревнований смешанных пар в трёх сетах Мэри Карилло и Джону Макинрою. В общей сложности Уилсон играл в Уимблдонском турнире в разных разрядах 26 лет подряд, что также остаётся национальным рекордом Великобритании. За это время он выиграл 77 и проиграл 47 встреч. Его игру отмечали за боевой дух и артистичный стиль, которые сравнивали с манерой игры одного из ведущих теннисистов Великобритании 1930-х годов Банни Остина.
Бо́льшую часть карьеры Уилсон выступал как любитель, не получая гонораров за свою игру и зарабатывая на жизнь государственной службой. Он прошёл военную службу в Королевских ВВС, а позже был преподавателем сформированной в 1973 году правительством Эдварда Хита Комиссии по трудоустройству (англ. Manpower Services Commission) — негосударственной организации, занимавшейся подготовкой работников и поиском рабочих мест. Во второй половине жизни Уилсон работал тренером Чандосского лаун-теннисного клуба в Хендоне, куда ездил сначала из Тоттериджа, а затем из Уэлина в Хартфордшире. Он прекратил тренерскую работу лишь незадолго до смерти. Уилсон, в последние годы жизни страдавший от болезни Паркинсона, скончался в сентябре 2020 года в возрасте 84 лет, оставив после себя жену Элизабет и двух падчериц. В опубликованном Ассоциацией лаун-тенниса некрологе, помимо собственно теннисных успехов, отмечался также влад Уилсона в историю современного Олимпийского движения: в 1958 году он стал одним из спортсменов, подписавших открытое письмо в газете «Таймс», направленное против политики апартеида в международном спорте и защищающее принципы расового равноправия.

## Финалы турниров Большого шлема

### Мужской парный разряд (0-1)
| Результат | Год  | Турнир              | Покрытие | Партнёр    | Соперники в финале           | Счёт в финале  |
| --------- | ---- | ------------------- | -------- | ---------- | ---------------------------- | -------------- |
| Поражение | 1960 | Уимблдонский турнир | Трава    | Майк Дэвис | Рафаэль Осуна Деннис Ралстон | 5-7, 3-6, 8-10 |